# Metrobank
La Metropolitan Bank & Trust Company (PSE: MBT, nota anche in cinese hokkien: 首都銀行; cinese semplificato mandarino: 首都银行; cinese tradizionale: 首都銀行; pinyin: Shǒudū Yínháng), comunemente noto come Metrobank, è la terza banca più grande delle Filippine in termini di attività totali. Offre vari servizi finanziari, dalle normali operazioni bancarie alle assicurazioni. È il ramo bancario commerciale e al dettaglio di GT Capital Holdings Inc.

## Storia
La Metropolitan Bank & Trust Company (Metrobank) è stata fondata da un gruppo di uomini d'affari, tra cui George Ty,  il 5 settembre 1962, presso il Wellington Building di Binondo, Manila. Nell'agosto del 1963 viene aperta la prima filiale della banca a Divisoria. Quattro anni dopo, Metrobank ha aperto la sua prima filiale provinciale a Davao. All'inizio degli anni '70, Metrobank aprì la sua prima filiale internazionale a Taipei, la capitale di Taiwan.
Nell'aprile 1977, la Banca centrale delle Filippine autorizzò Metrobank a gestire un'unità di deposito in valuta estera (FCDU), sia per scambiare questo (FCDU) con il valore delle riserve auree della valuta del paese (Central Bank Gold Reserve) in rapporto con la riserva aurea delle Filippine o il cambio diretto di valuta rispetto ai Gold Standards. Nello stesso anno, le filiali e gli uffici sono stati 100 e la banca ha inaugurato la sua nuova sede presso la Metrobank Plaza di Makati.
Il 21 agosto 1981, la Banca Centrale autorizzò Metrobank ad operare come banca universale. In seguito, Metrobank ha intrapreso varie iniziative: l'acquisizione della quota di maggioranza della Philippine Savings Bank (la seconda più grande cassa di risparmio del paese in quel momento); la creazione di una joint venture con Thomas Cook Group in Thomas Cook Phils., Inc. nel 1986; la fondazione di Toyota Motor Philippines con Toyota Motor Corporation of Japan e Mitsui nel 1988. Metrobank ha stretto joint venture con Sumitomo Mitsui Banking Corporation of Japan per creare Sumigin Metro Investment Corporation; con la National Mutual Holdings Ltd. dell'Australia per creare la Philippine Axa Life Insurance Corporation; e con l'ORIX del Giappone per creare ORIX Metro Leasing and Finance Corporation.
Nel settembre 1982, il numero di filiali, uffici e filiali della Metrobank superò le 200. Un anno dopo, Metrobank ha superato tutte le banche private nazionali in termini di risorse totali, con 8,8 miliardi di euro.
La banca ha avuto una crescita costante nel corso degli anni. Nel settembre 1989, ha aumentato il suo capitale sociale autorizzato da 2 miliardi di ₱ a 5 miliardi. Il capitale totale della banca al 30 giugno 2006 ammontava a 57,3 miliardi di sterline. Nello stesso periodo, le sue risorse consolidate ammontavano a 588,1 miliardi di euro. A giugno 2007 le attività hanno raggiunto i 669,1 miliardi di ₱ (14,5 miliardi di dollari) (46 ₱ = 1 dollaro).
Nel 1990, insieme a Chinabank, Citibank Philippines, RCBC e Security Bank, Metrobank diventa membro fondatore di BancNet.
Nel maggio 2000, Metrobank ha acquisito Solid Banking Corporation (Solidbank) da un consorzio congiunto guidato dalla famiglia Madrigal e dalla Bank of Nova Scotia (Scotiabank) con sede in Canada. Tutte le filiali di Solidbank insieme a Solidbank Mastercard vengono fuse in Metrobank, mentre la maggior parte delle attività rimanenti di Solidbank si è fusa con la controllata di Metrobank, First Metro Investment Corporation.